# Glansparadijskraai
De glansparadijskraai (Manucodia ater) is een zangvogel uit de familie Paradisaeidae (paradijsvogels).

## Verspreiding en leefgebied
Deze soort is endemisch op Nieuw-Guinea en de nabijgelegen Raja Ampat-eilanden en Aru-eilanden.

## Status
De grootte van de populatie is niet gekwantificeerd maar de soort wordt omschreven als algemeen. Op de Rode lijst van de IUCN heeft deze soort de status niet bedreigd.